# Archidiecezja Rangunu

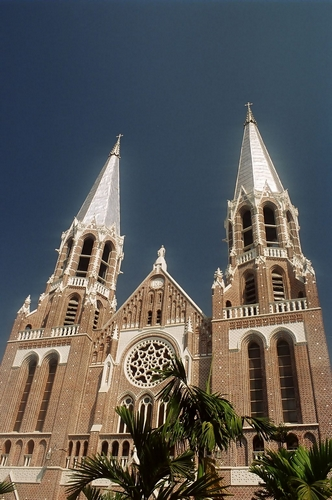
Katedra Niepokalanego Poczęcia

Archidiecezja Rangunu (łac. Archidioecesis Yangonensis) – rzymskokatolicka archidiecezja ze stolicą w Rangunie, w Mjanmie.
Archidiecezja podlega metropolii Rangunu.

## Historia
- 1 stycznia 1955 powołanie rzymskokatolickiej Archidiecezji Rangun

## Arcybiskup Rangunu
- Kard. Charles Maung Bo SDB (od 24 maja 2003)